# Whammy!
Albums de The B-52's
Mesopotamia
(1982) Bouncing off the Satellites
(1986)
Singles
1. Legal Tender
Sortie : 1983
2. Whammy Kiss
Sortie : 1983
3. Song for a Future Generation
Sortie : 1983

Whammy! est le troisième album studio des B-52's, sorti le 27 avril 1983.
Dans la continuité de Mesopotamia, le groupe décide d'enregistrer leur troisième album en y incorporant diverses expérimentations. La nouveauté réside dans le fait que les morceaux sont désormais composés majoritairement avec l'aide de boites à rythmes et de synthétiseurs, une volonté exprimée par Ricky Wilson et Keith Strickland, respectivement guitariste et batteur du groupe, qui souhaitaient continuer à explorer d'autres styles. Strickland quitte à ce moment peu à peu la batterie, laissant sa place aux machines, pour jouer du clavier et parfois même de la guitare lorsque Wilson est occupé au clavier. C'est également le premier album sur lequel tous les cinq membres du groupe chantent, notamment sur Song for a Future Generation, titre dans lequel le groupe entier chante le refrain et chaque membre se présente brièvement. L'album est produit par Steven Stanley, l'ingé son du studio Compass Point de Nassau qui est connu pour avoir produit le premier album éponyme de Tom Tom Club (Compass Point étant connu pour être l'espace de quelques années le "QG" de Tom Tom Club). 
Pour le groupe, Whammy! devait retrouver l'énergie et l'humour des deux premiers albums, mais avec le versant technologique entamé sur Mesopotamia. Les titres sont au nombre de 9. Parmi eux, trois titres composés pour Mesopotamia mais non retenus, retravaillés et réenregistrés  : Butterbean, Big Bird et Queen of Las Vegas. Il y a également sur l'album une petite particularité en la présence de Don't Worry, titre très inspiré de Yoko Ono. Ce titre est présent sur les tout premiers pressages vinyles de l'album, mais à la suite d'un procès de Ono, le groupe a remplacé le titre sur les pressages vinyles et CD ultérieurs par Moon 83, un remake électro-pop de There's a Moon in The Sky, titre présent sur leur premier album éponyme.
La sortie de l'album sera suivie du Whammy Tour, tournée internationale à partir du printemps de l'année 1983 et qui se poursuivra jusqu'aux deux concerts donnés au festival Rock In Rio de janvier 1985. Le concert donné lors du festival RockPop à la Westfalenhalle de Dortmund en avril 1983 sera filmé pour la télévision. Il est désormais disponible en DVD. Le groupe est également apparu à la télévision anglaise (sur l'émission "Live On Switch") la même année et les concerts du Rock In Rio 85 ont également été filmés. Tous ces documents sont actuellement visibles sur Youtube.
L'album s'est classé 29e au Billboard 200 et a été certifié disque d'or par la Recording Industry Association of America (RIAA) le 6 juillet 1994.

## Liste des titres
Toutes les chansons sont écrites et composées par The B-52's, sauf mention contraire.
| No | Titre                        | Auteur                     | Durée |
| -- | ---------------------------- | -------------------------- | ----- |
| 1. | Legal Tender                 | The B-52's, Robert Waldrop | 3:40  |
| 2. | Whammy Kiss                  |                            | 5:20  |
| 3. | Song for a Future Generation |                            | 4:00  |
| 4. | Butterbean                   |                            | 4:14  |

| No | Titre                          | Auteur               | Durée |
| -- | ------------------------------ | -------------------- | ----- |
| 1. | Trism                          |                      | 3:23  |
| 2. | Queen of Las Vegas             |                      | 4:40  |
| 3. | Don't Worry                    | The B-52's, Yoko Ono | 3:50  |
| 4. | Big Bird                       |                      | 4:14  |
| 5. | Work That Skirt (Instrumental) |                      | 3:48  |

## Musiciens
- Ricky Wilson : chant (Song for a Future Generation), guitares, basse, synthétiseur
- Keith Strickland : chant  (Song for a Future Generation), batterie, guitare, synthétiseur
- Kate Pierson : chant
- Fred Schneider : chant
- Cindy Wilson : chant, guitare
- David Buck : trompette (Big Bird)
- Ralph Carney : saxophone (Big Bird)